# Günter Dreibrodt

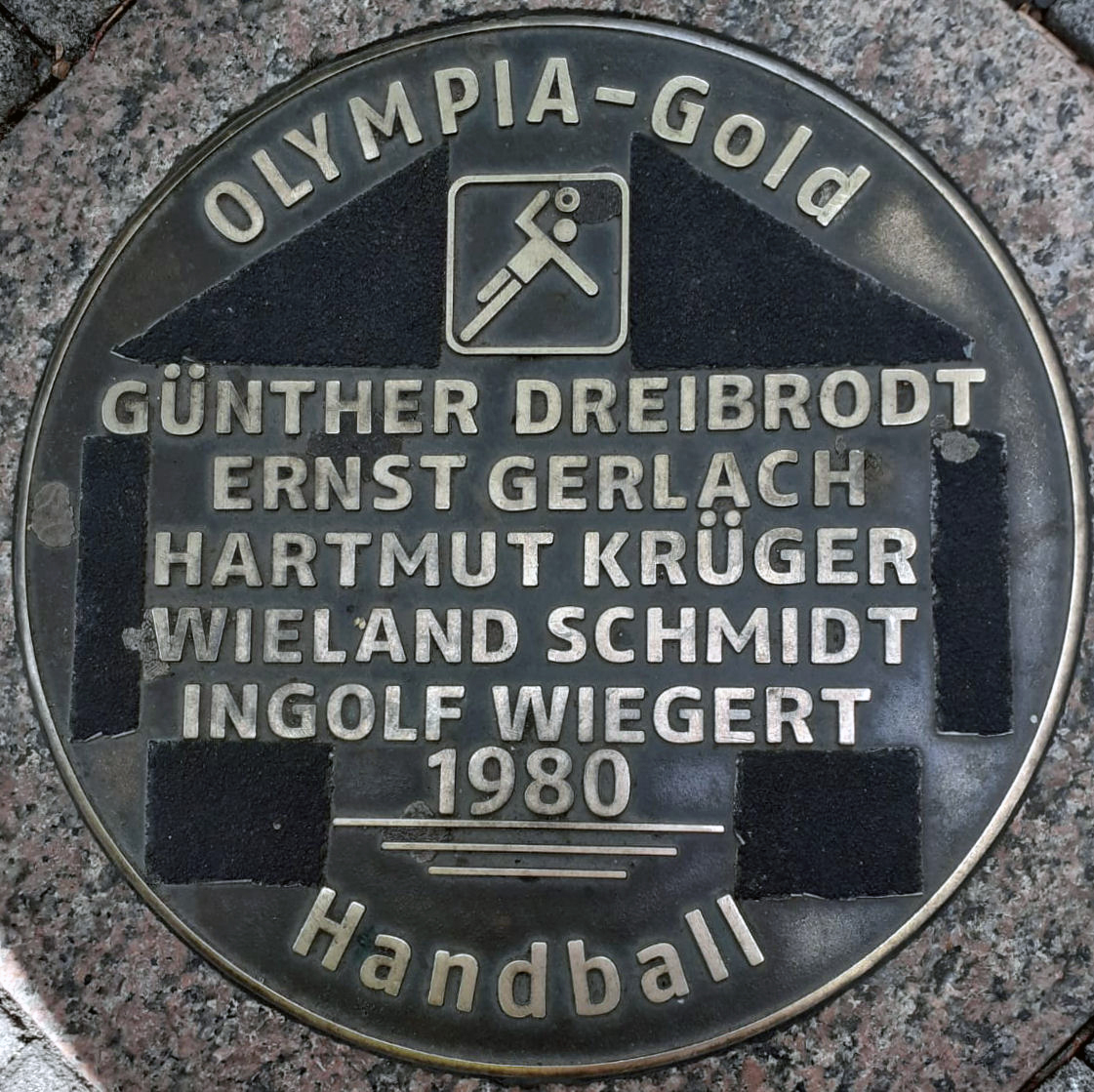
Sports Walk of Fame in Magdeburg

Günter Dreibrodt (* 26. Juli 1951 in Roßlau) ist ein ehemaliger deutscher Handballspieler.
Mit dem SC Magdeburg wurde der Rückraumspieler insgesamt sieben Mal DDR-Meister. Außerdem gewann er mit Magdeburg 1978 und 1981 den Europapokal der Landesmeister. In der Saison 1976/77 war er Torschützenkönig der Oberliga.
Zusammen mit seinen Mitspielern aus Magdeburg Ernst Gerlach, Hartmut Krüger, Wieland Schmidt und Ingolf Wiegert bildete er das Grundgerüst der DDR-Mannschaft, die bei den Olympischen Sommerspielen 1980 in Moskau Olympiasieger wurde. Außerdem erreichte er mit der DDR-Nationalmannschaft 1978 den dritten Platz bei der Handballweltmeisterschaft. Er bestritt insgesamt 186 Länderspiele, in denen er 691 Tore warf. 1980 wurde er mit dem Vaterländischen Verdienstorden in Silber und 1984 in Gold ausgezeichnet.
Dreibrodt schloss 1982 ein Studium an der Deutschen Hochschule für Körperkultur mit der Diplomarbeit Psychische Belastung im Hallenhandballsport – untersucht am Beispiel des Männeroberligakollektivs des Sportclubs Magdeburg ab.